# 白鳥美玲
白鳥 美玲（しらとり みれい、1981年9月14日 - ）は、日本のAV女優。ティーパワーズ所属。
出身地:静岡県。血液型:O型。身長:163cm。スリーサイズ:B90(E)・W60・H89cm。趣味:スノボ

## 略歴・人物
2008年5月に「荒井えみ（あらい えみ）」としてAVデビュー。
デビュー直後に「赤堀えみ（あかほり えみ）」に改名。「赤堀えみ」のプロフィールは、1981年7月10日生まれ、出身地:千葉県、身長:163cm、スリーサイズ:B90・W60・H89、趣味・特技:体操、スノボ、水泳、ゼロサムプロダクション所属、であった。
また、ROCKETの作品には「堀田友紀子（ほりた ゆきこ）」として出演。2009年頃まで活動した。
2011年より「白鳥美玲」の名前で熟女系AV女優として活動を再開。
ケイ・エム・プロデュースのレーベルユニット「なでしこ2011」のメンバーでもある。

## 出演作品

### アダルトビデオ

#### 「荒井えみ」名義
2008年
- 全国体操競技選抜大会6位の体操競技選手がAVデビュー! （5月1日、MOODYZ）

#### 「赤堀えみ」名義
2008年
- おはズボッ! パンツめくって1秒でズブーッ! あ〜壊れちゃう〜!! 可愛い普通の娘をヤリまくれスペシャル （5月13日（レンタル） / 2009年4月17日（セル）、アテナ映像）…オムニバス作品
- スーパー痴女ホテル （5月15日、TOP1）
- AV女優強化合宿 痴女育成バスツアー 2 （6月15日、TOP1）
- THE FUCK FUCK FUCK 65 DX （7月5日（レンタル） / 8月8日（セル）、クリスタル映像）…オムニバス作品
- FLEX GIRL 軟体ボディ （8月7日、グローリークエスト）
- 人妻ガチナンパ!! 中出し 下北沢・芦花公園編 （10月25日、TMクリエイト）…オムニバス作品
- 某大手保険会社の秘書の淫らな夢が現実となったとき （11月25日、ウイークエンダー）
- パワフルガールズバトル セーラーカノンVSキューティマルス （12月12日、アキバトル）
- キレイなお姉さんのムチムチ巨尻 （12月13日、AVS）

2009年
- ワタシ、飼われてます。 -新体操国体選手の奴隷強化合宿- （2月6日、AFRO FILM）
- 緊縛折檻夫人 （2009年2月20日、大洋図書）
- GET 渋谷クラブGALがスポーツ選手とのSEXを実名大暴露! （2月27日、VIP）…オムニバス作品
- ヒロインキャットファイト 003 （4月10日、アキバトル）
- ヒロインキャットファイト 004 （4月24日、アキバトル）
- 君の怯えたその目が好きだ 4時間 （8月5日、NON）…オムニバス作品

#### 「堀田友紀子」名義
2008年
- 現役水泳選手がAVデビュー! （6月5日、ROCKET）
- 水泳インストラクターやってるガタイのいい女って、筋肉ムキムキだと誰でもヤラせてくれるってホント!? （10月9日、ROCKET）…オムニバス作品

2009年
- ロケットおっぱい20人! マイクロビキニでドキッ! 巨乳だらけの水泳大会 （2月5日、ROCKET）

#### 「白鳥美玲」名義
2011年
- 最強人妻調教日記 エロブーツ奴隷 みれい （2月11日、Up'S）
- 現役スポーツインストラクター （2月25日、S級素人）
- 借金まみれの人妻が裏撮影会で肉体返済 （3月11日、Nadeshiko）
- 彼女がスクール水着にきがえたら （3月11日、Up'S）…オムニバス作品
- 近親相姦 母と息子の肉欲交尾 （3月17日、センタービレッジ）
- ママのリアル性教育 （3月17日、グローリークエスト）
- ヌレ濡れスケ透けボイン （3月17日、グローリークエスト）…オムニバス作品
- 続 友達の母親 （3月31日、センタービレッジ）
- ザーメンまみれのマイライフ! 私の口にいっぱいぶっかけて〜 （4月1日、ヤブサメ）
- 本当に気持ちいいエステマッサージに通うセレブ妻は、腕の上手なマッサージ師に心許して股開く。実はちょっと強引な肉食系男子に飢えている… （4月5日、Motto...）…オムニバス作品
- パンティ丸見え 美人家庭教師 （4月7日、グローリークエスト）
- 白濁のザーメンに汚された淫らな身体 〜美人エアロビインストラクターの場合〜 （4月7日、Madonna）
- 欲情人妻の混浴温泉旅行 （4月8日、Nadeshiko）…共演:北条麻妃
- Welcome to KMPプロジェクト2011 ようこそKMPプロジェクトへ! （4月8日、million）…オムニバス作品 ※総集編
- 欲求不満な社宅妻と美しい義母たち （5月13日、Nadeshiko）
- 禁断介護 （5月19日、グローリークエスト）
- 欲求不満な社宅妻と美しい義母たち Blu-ray Special （5月27日、Nadeshiko）

2012年
- 人妻温泉レズ旅行 （8月15日、ジャネス）…共演:白鳥寿美礼

#### その他名義
2008年
- ぬるぬる競泳水着の綺麗なお姉さんを陵辱中出し 5 （6月1日、アーロン） ※「飯塚いずみ」名義
- 女性アスリートアクメ地獄 筋肉発狂トレーニング性しごき VOL.3 （12月18日、SODクリエイト） ※「えみ」名義

### イメージビデオ

#### 「荒井えみ」名義
2008年
- 体のやわらかいお姉さんは好きですか? （6月13日、心交社）

### オリジナルビデオ
- 女囚監獄 case 真理亜（2012年10月19日、オールインエンタテインメント）